# Argišti II.

Urartu zu Zeit Argištis II.

Argišti II. (Argišti Rusahini) war ein urartäischer König, der von 714 bis 680 v. Chr. herrschte. Er folgte seinem Vater König Rusa I. nach.
Er eroberte größere Städte am Urmiasee, inklusive von Uschnu und Tepe. Im Nordosten drang er bis an die Küste des kaspischen Meeres vor. Sein Nachfolger war Rusa II.

## Stelen und Felsinschriften
- Kömürhan am Euphrat
- Felsinschrift vom Berg Zagan
- Stele von Thanahat

Argišti hinterließ auch Inschriften an der Südküste des kaspischen Meeres, darunter:
- Felsinschrift von Razliq, Ost-Aserbaidschan[1]
- Felsinschrift von Nascht-e ban, Ost-Aserbaidschan
- Felsinschrift von Schischeh, Ost-Aserbaidschan